# نانکان، کوماموتو
نانکان، کوماموتو (به لاتین: Nankan, Kumamoto) یک منطقهٔ مسکونی در ژاپن است که در استان کوماموتو واقع شده‌است. نانکان  ۱۱٬۵۵۳ نفر جمعیت دارد.